# Bokö
Bokö este o arie protejată (arie specială de conservare — SAC, sit de importanță comunitară — SCI) din Suedia întinsă pe o suprafață de 415 ha, integral pe uscat.

## Localizare
Centrul sitului Bokö este situat la coordonatele 58°05′16″N 16°50′51″E / 58.0877°N 16.8476°E.

## Înființare
Situl Bokö a fost declarat sit de importanță comunitară în ianuarie 1997 pentru a proteja 1 specie de animale. Situl a fost protejat și ca arie specială de conservare în martie 2011.

## Biodiversitate
Situată în ecoregiunile boreală și marină baltică, aria protejată conține 9 habitate naturale: Pășuni din zone de pădure fino-scandinave, Roci stâncoase cu vegetație pionieră de Sedo-Scleranthion sau Sedo albi-Veronicion dillenii, Pajiști fino-scandinave uscate până la mezice, bogate în specii de altitudine mică, Taiga vestică, Golfuri mici largi și golfuri puțin adânci, Pășuni de coastă din Baltica boreală, Recifuri, Lagune de coastă, Insulițe și insule mici din Baltica boreală.
La baza desemnării sitului se află o specie protejată de  nevertebrate: rădașcă (Lucanus cervus)